# Boughspring
Boughspring – wieś w Anglii, w hrabstwie Gloucestershire. Leży 36 km na południowy zachód od miasta Gloucester i 176 km na zachód od Londynu.